# Dan Fante
Daniel Smart "Dan" Fante (19 de febrer de 1944 – 23 de novembre de 2015) era escriptor de novel·la, teatre i poesia de Los Angeles (Estats Units d'Amèrica).

## Biografia
Fou el segon fill de l'escriptor John Fante i de Joyce Smart. Va viure a Sedona (Arizona).
En castellà, l'editorial Sajalín ha publicat l'assaig biogràfic Fante : un legado de escritura, alcohol y supervivencia l'any 2012 (títol original Fante: A Family's Legacy of Writing, Drinking and Surviving, traducció de Federico Corriente Basús), i dues novel·les l'any 2011 traduïdes per Claudio Molinari: Mooch i Chump change novel·la amb què va debutar el 1996, als 52 anys. El protagonista és l'alter-ego de l'escriptor, "Bruno Dante".
Dan Fante es va morir a Los Angeles el 23 de novembre de 2015.